# Deixa-me sonhar (só mais uma vez)
Deixa-me sonhar (só mais uma vez) (ang.: Keep the Dream Alive) – utwór portugalskiej wokalistki Rity Guerry, napisany przez Paulo Martinsa, nagrany i wydany w 2003 roku, umieszczony na czwartym albumie artystki pt. Rita z 2005 roku.

## Historia utworu

### Konkurs Piosenki Eurowizji
W 2003 roku utwór reprezentował Portugalię podczas 48. Konkursu Piosenki Eurowizji, wygrywając specjalny koncert eliminacyjny, w trakcie którego wybrana została konkursowa propozycja dla oddelegowanej wewnętrznie przez nadawcę publicznego Rádio e Televisão de Portugal (RTP) Rity Guerry. Singiel otrzymał największe poparcie telewidzów (75% głosów), pokonując pozostałe dwa utwory („Prazer no pecado” i „Estes dias sem fim”), wybrane spośród ok. 500 nadesłanych do nadawcy propozycji.
24 maja utwór został zaprezentowany w finale Konkursu Piosenki Eurowizji. Podczas koncertu Guerra zaśpiewała swój utwór po portugalsku i angielsku, zdobyła łącznie 13 punktów, kończąc udział na 22. miejscu ogólnej klasyfikacji. Dzień przed finałem zmarł brat artystki, który chorował na raka.